# هاربيدوم
هاربيدوم هي مدينة سومرية صغيرة تقع بالقرب من مدينة كيش في محافظة بابل في العراق حاليا، وأشير لهذه المدينة بأنه كان فيها معبد للآلهة إيشارا.[بحاجة لمصدر]